# Al-Kamil
Al-Kamil, död 1238, var en egyptisk monark. Han var regerande sultan av Egypten mellan 1218 och 1238. 